# اشپتی

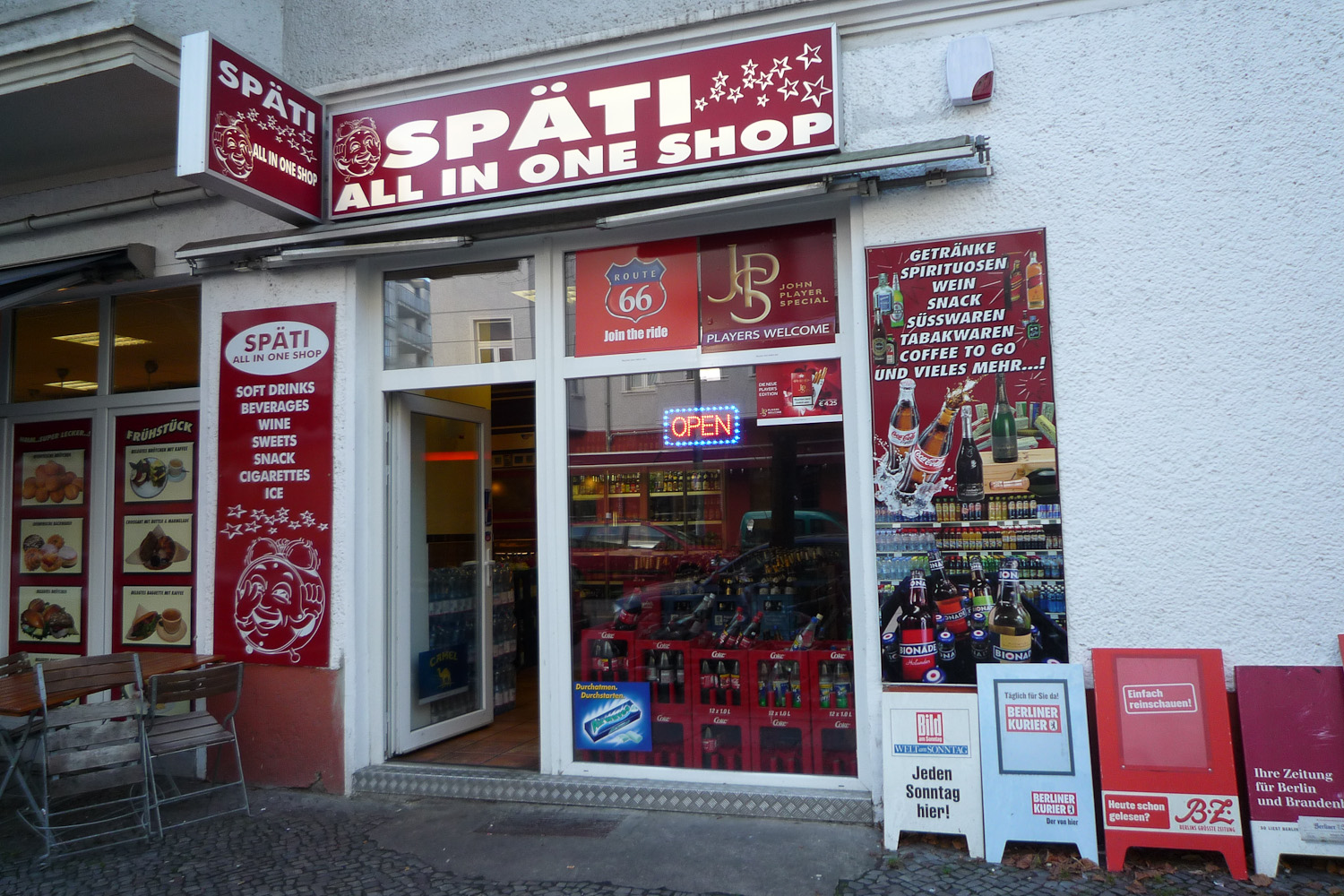
نمایی از یک اشپتی در برلین

اشپتی یا اشپت کاوف (به آلمانی: Späti یا Spätkauf) به نوعی خواربارفروشی در شهرهای مهم شرق آلمان همچون برلین، لایپزیگ، و درسدن گفته می‌شود که معمولاً ساعات کاری طولانی‌تری نسبت به سوپرمارکت‌ها دارند و بعضاً در تمام طول شبانه‌روز باز هستند. اشپتی‌ها که معمولاً توسط خانواده‌هایی با پیش‌زمینه مهاجر ترک، عرب و کرد اداره می‌شودند، در برلین بخشی از فرهنگ محلات شهر به‌شمار می‌آیند. در برلین بیش از ۹۰۰ اشپتی وجود دارد.
نوشیدنی‌های الکلی به خصوص آبجو، سیگار، نوشابه‌های غیرالکلی، قهوه، تنقلات، روزنامه و مجلات از جمله محصولات عرضه شده در اشپتی‌ها هستند.

## تاریخچه
خواربارفروشی‌های اشپت‌فرکاوف با نام Spätverkaufsstellen در نیمه دوم قرن بیستم در جمهوری دموکراتیک آلمان - آلمان شرقی جهت عرضه خواربار شروع به فعالیت کردند. در دورانی که ساعات کار فروشگاه‌های دیگر محدود بود و بیشتر سوپرمارکت‌ها باید در ساعت ۱۸ به کار خود پایان می‌دادند این اشپت‌فرکاوف‌ها می‌توانستند تا ساعت ۱۷ یا ۲۰ باز بمانند. اشپت - Spät در آلمانی به معنی دیر و فرکاوف - Verkauf به معنی خرید است.
پس از سقوط دیوار برلین، اشپتی‌ها به نیمه غربی شهر نیز راه پیدا کردند. پیش از سقوط دیوار فروشگاه‌های این چنینی را با نام کیوسک شناخته می‌شدند.

## اشپتی‌نشینی
در سه دهه گذشته، اشپتی‌ها به محلی برای گردهمایی یا پاتوق ساکنان محله‌ها تبدیل شده‌اند. بسیاری از اشپتی‌ها دارای نیمکت‌های در بیرون از فروشگاه خود هستند که به مشتریان این امکان را می‌دهد نوشیدنی‌های الکلی خود را با هم‌محل‌ها بنوشند.

## ورود به لغت‌نامه
کلمه اشپتی (Späti) در سال ۲۰۱۷ به عنوان یک کلمه رسمی وارد لغتنامه دودن، مرجع رسمی لغات آلمانی شد.

## نگارخانه

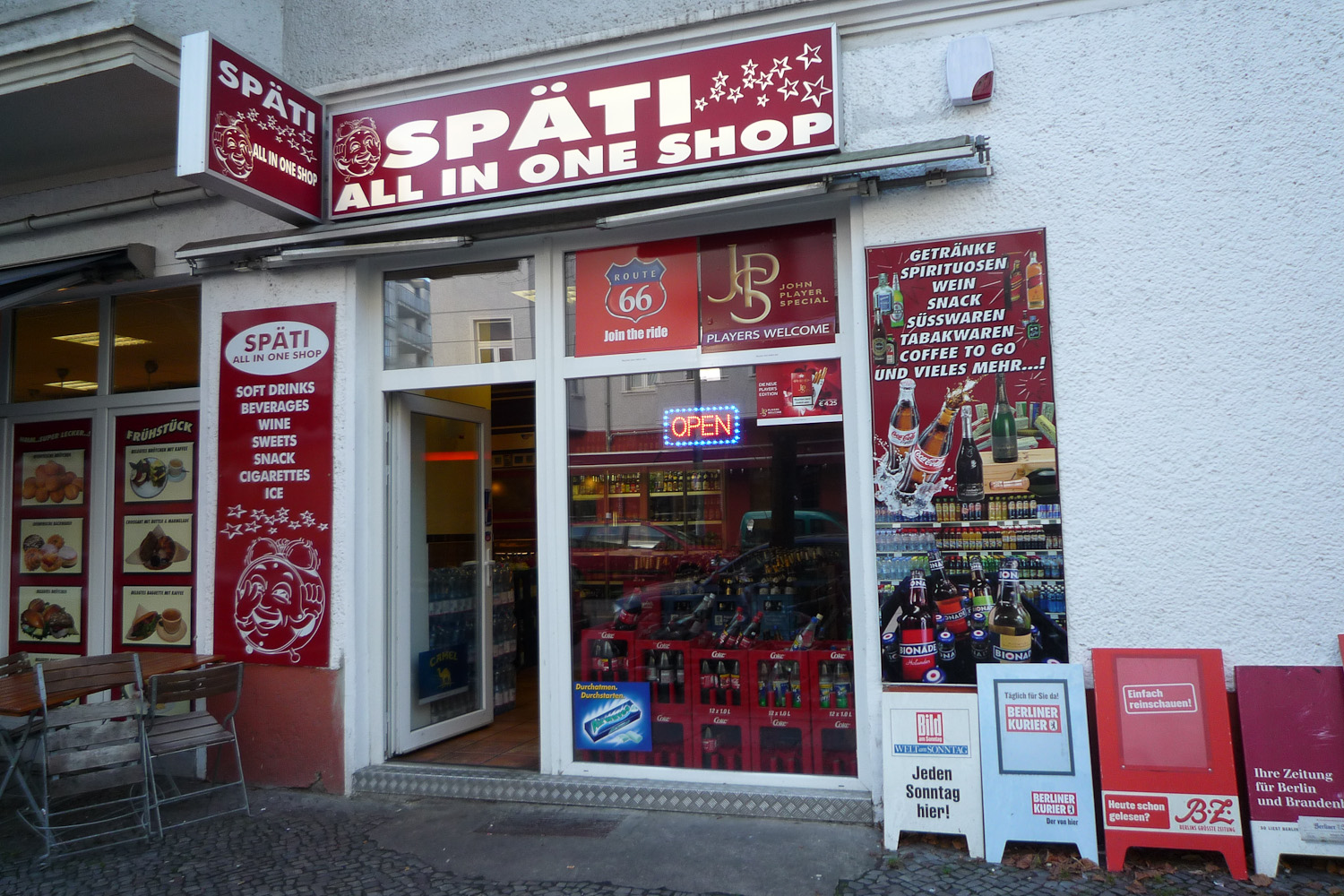
یک اشپتی در برلین
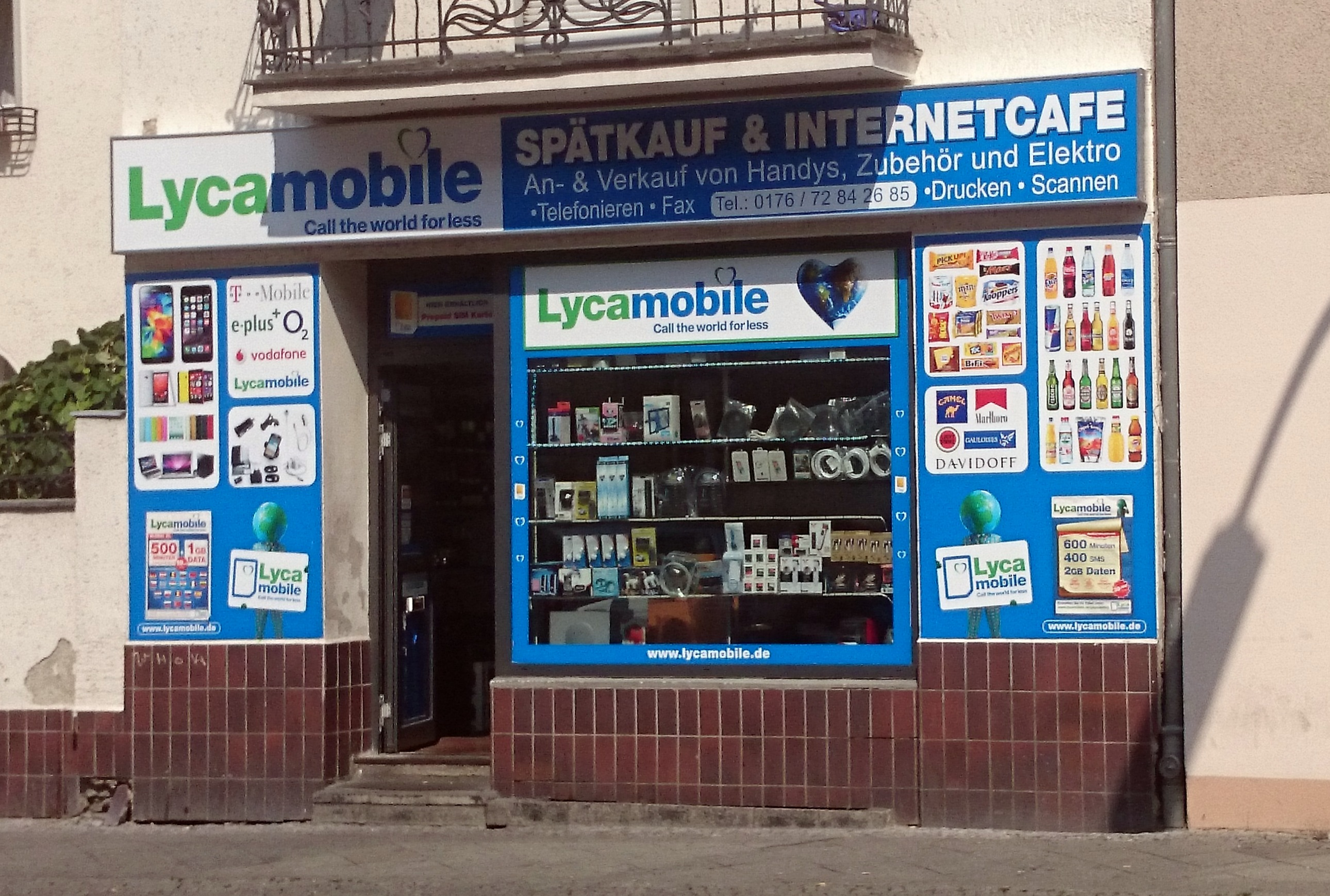
یک اشپتی با خدمات کافی‌نت در محله شونبرگ برلین
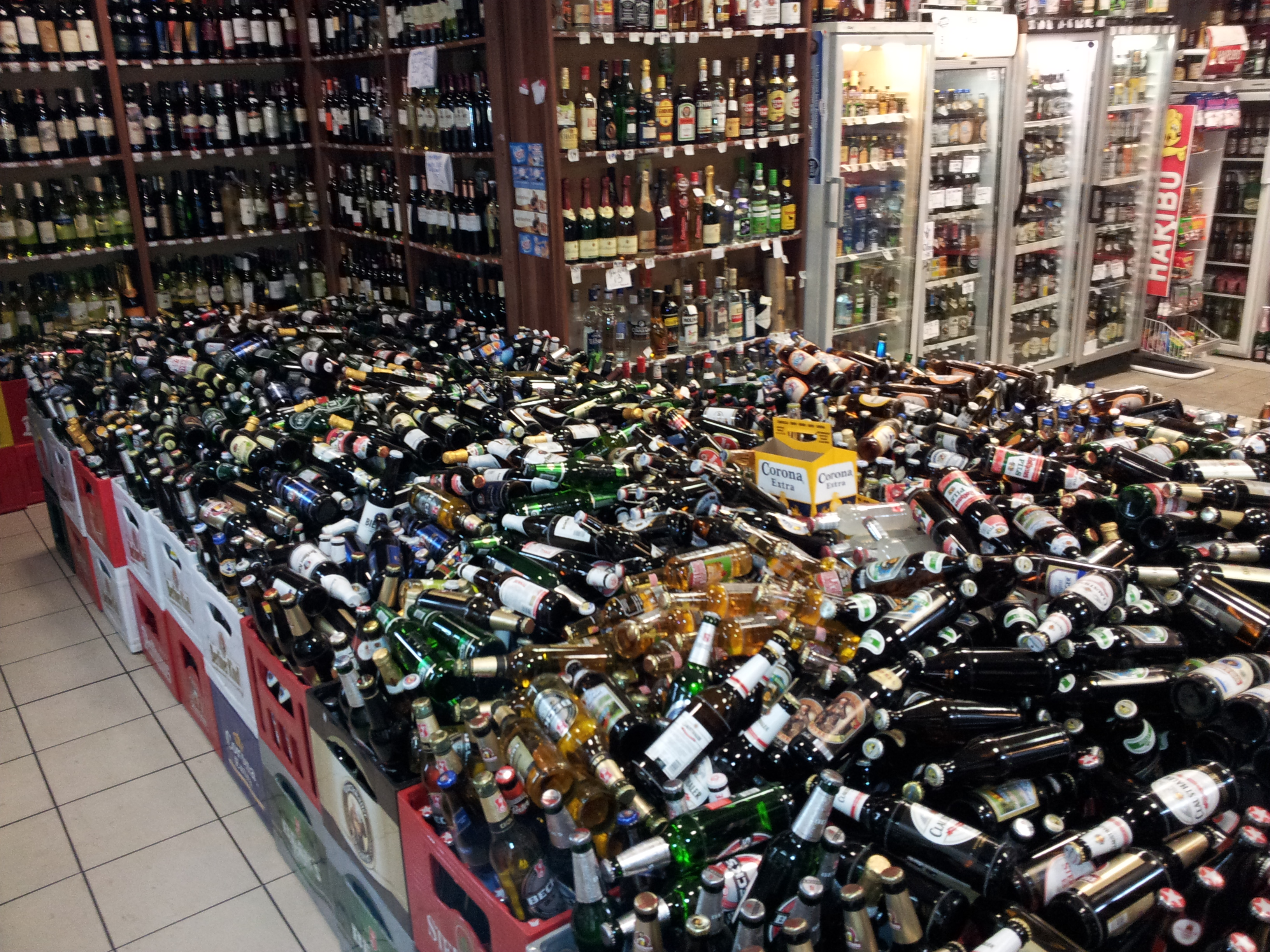
نمایی از داخل یک اشپتی در برلین
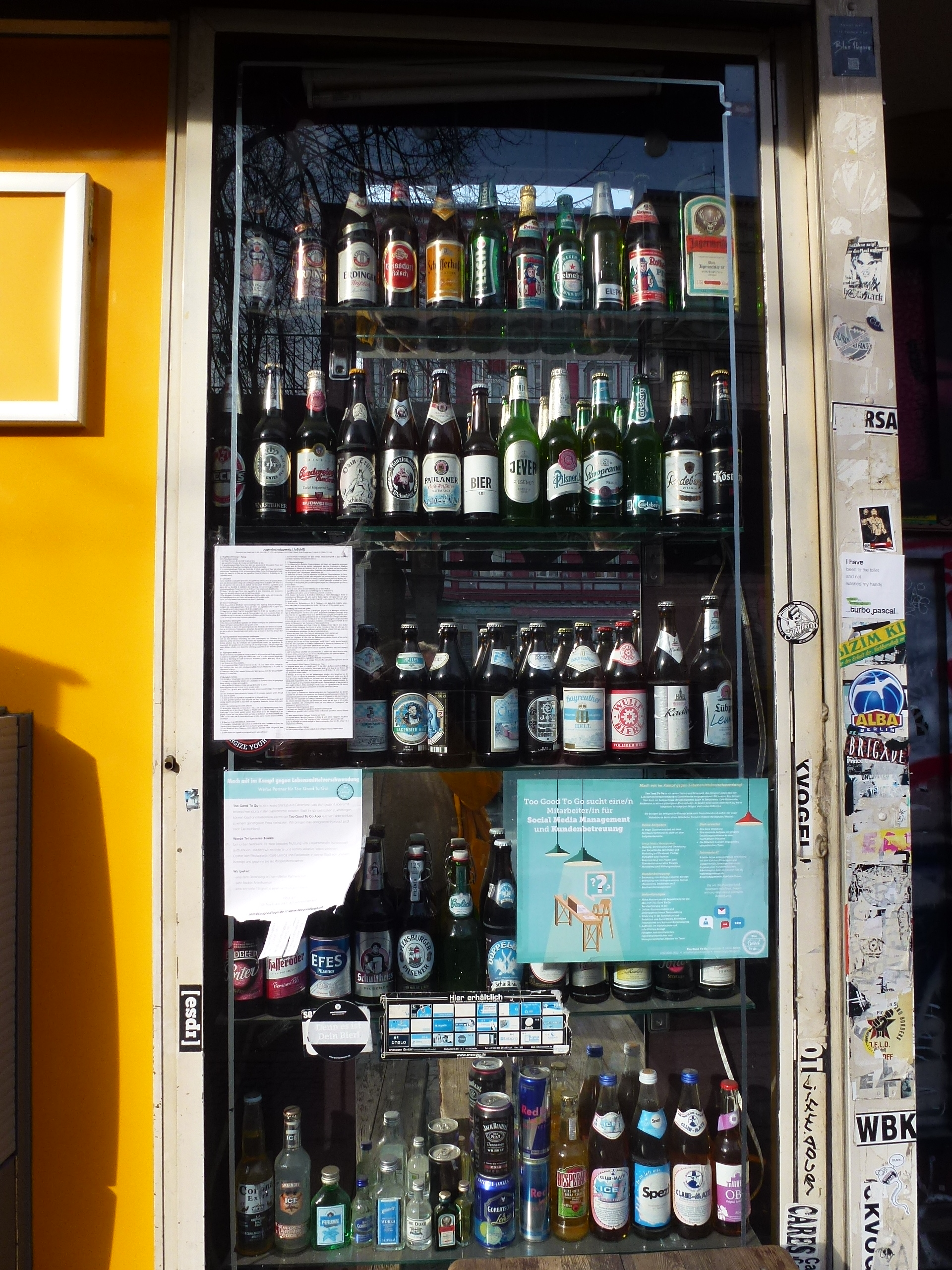
ویترین یک اشپتی در محله کرویزبرگ برلین